# 勃艮第尼德兰
勃艮第尼德兰（荷蘭語：Bourgondische Nederlanden），即勃艮第低地国家，是一系列神聖羅馬帝國以及法蘭西王國的低地地区领土，于公元1384年到公元1482年由瓦卢瓦王朝的勃艮第公爵家族统治，即是勃艮第诸领地的北方部分。其后，低地国家转由哈布斯堡王朝继承。今日的低地國地區包含了比利時、荷蘭、盧森堡全境，外加法國北部的一部分，追本溯源可知自勃艮第公國統治了這塊地區才有之後的歷史流變。
| 欧洲低地国家的历史                                                                        | 欧洲低地国家的历史                                                                        | 欧洲低地国家的历史                                                                        | 欧洲低地国家的历史                                                                        | 欧洲低地国家的历史                                                      | 欧洲低地国家的历史                                                      | 欧洲低地国家的历史                                                      | 欧洲低地国家的历史                                                      | 欧洲低地国家的历史                                                      |
| ----------------------------------------------------------------------------------------- | ----------------------------------------------------------------------------------------- | ----------------------------------------------------------------------------------------- | ----------------------------------------------------------------------------------------- | ----------------------------------------------------------------------- | ----------------------------------------------------------------------- | ----------------------------------------------------------------------- | ----------------------------------------------------------------------- | ----------------------------------------------------------------------- |
| 弗里斯人                                                                                  |                                                                                           |                                                                                           | 贝尔盖人                                                                                  | 贝尔盖人                                                                | 贝尔盖人                                                                | 贝尔盖人                                                                | 贝尔盖人                                                                | 贝尔盖人                                                                |
|                                                                                           | 卡纳内 菲特人                                                                             | 沙马维人、土班特人                                                                        | 沙马维人、土班特人                                                                        | 比利时高卢 （前55年–约公元5世纪） 下日耳曼尼亚 （公元83年–约公元5世纪） | 比利时高卢 （前55年–约公元5世纪） 下日耳曼尼亚 （公元83年–约公元5世纪） | 比利时高卢 （前55年–约公元5世纪） 下日耳曼尼亚 （公元83年–约公元5世纪） | 比利时高卢 （前55年–约公元5世纪） 下日耳曼尼亚 （公元83年–约公元5世纪） | 比利时高卢 （前55年–约公元5世纪） 下日耳曼尼亚 （公元83年–约公元5世纪） |
|                                                                                           | 卡纳内 菲特人                                                                             | 撒利法兰克人                                                                              |                                                                                           | 巴达维人                                                                | 巴达维人                                                                |                                                                         |                                                                         |                                                                         |
| （无人定居） （约4世纪–5世纪）                                                            | （无人定居） （约4世纪–5世纪）                                                            | 撒克逊人                                                                                  | 撒利法兰克人 （约4世纪–5世纪）                                                            | 撒利法兰克人 （约4世纪–5世纪）                                          | 撒利法兰克人 （约4世纪–5世纪）                                          |                                                                         |                                                                         |                                                                         |
| 帕拉瓦王朝 （约6世纪–734年）                                                              | 帕拉瓦王朝 （约6世纪–734年）                                                              |                                                                                           | 法兰克王国 （481年–843年）—加洛林帝国 （800–843年）                                       | 法兰克王国 （481年–843年）—加洛林帝国 （800–843年）                     | 法兰克王国 （481年–843年）—加洛林帝国 （800–843年）                     | 法兰克王国 （481年–843年）—加洛林帝国 （800–843年）                     | 法兰克王国 （481年–843年）—加洛林帝国 （800–843年）                     | 法兰克王国 （481年–843年）—加洛林帝国 （800–843年）                     |
| 帕拉瓦王朝 （约6世纪–734年）                                                              | 帕拉瓦王朝 （约6世纪–734年）                                                              | 奥斯特拉西亚 （511年–687年）                                                              |                                                                                           |                                                                         |                                                                         |                                                                         |                                                                         |                                                                         |
|                                                                                           |                                                                                           |                                                                                           |                                                                                           |                                                                         |                                                                         |                                                                         |                                                                         |                                                                         |
|                                                                                           |                                                                                           |                                                                                           |                                                                                           |                                                                         |                                                                         |                                                                         |                                                                         |                                                                         |
| 中法兰克王国 （843年–855年）                                                              | 中法兰克王国 （843年–855年）                                                              | 中法兰克王国 （843年–855年）                                                              | 中法兰克王国 （843年–855年）                                                              | 中法兰克王国 （843年–855年）                                            | 西 法兰克王国 （843年–）                                                |                                                                         |                                                                         |                                                                         |
| 洛泰尔王国 （855年–959年） 下洛塔林吉亚公国 （959年–）                                    |                                                                                           |                                                                                           |                                                                                           |                                                                         | 西 法兰克王国 （843年–）                                                |                                                                         |                                                                         |                                                                         |
| 弗里西亞                                                                                  |                                                                                           |                                                                                           |                                                                                           |                                                                         |                                                                         |                                                                         |                                                                         |                                                                         |
| 弗里西亚 自由时期 （11世纪–16 世纪)                                                       | 荷兰 伯国 （880年– 1432年）                                                               | 乌得勒支 主教区 （695年–1456年）                                                          | 布拉班特 公国 （1183年–1430年） 海尔德 公国 （1046年–1543年）                             | 布拉班特 公国 （1183年–1430年） 海尔德 公国 （1046年–1543年）           | 佛兰德 伯国 （862年– 1384年）                                           | 埃诺 伯国 （1071年– 1432年） 那慕尔 伯国 （981年– 1421年）              | 列日 主教区 （980年– 1794年）                                           | 卢森堡 公国 （1059年– 1443年）                                          |
|                                                                                           | 勃艮第属尼德兰 （1384年–1482年）                                                          |                                                                                           |                                                                                           |                                                                         |                                                                         |                                                                         |                                                                         |                                                                         |
|                                                                                           | 哈布斯堡尼德兰 （1482年–1795年） （1543年后称十七省）                                     |                                                                                           |                                                                                           |                                                                         |                                                                         |                                                                         |                                                                         |                                                                         |
| 尼德兰七省共和国 （1581年–1795年）                                                        | 尼德兰七省共和国 （1581年–1795年）                                                        | 尼德兰七省共和国 （1581年–1795年）                                                        | 尼德兰七省共和国 （1581年–1795年）                                                        | 西属尼德兰 （1556年–1714年）                                            | 西属尼德兰 （1556年–1714年）                                            | 西属尼德兰 （1556年–1714年）                                            |                                                                         |                                                                         |
|                                                                                           |                                                                                           |                                                                                           |                                                                                           | 奥属尼德兰 （1714年–1795年）                                            |                                                                         |                                                                         |                                                                         |                                                                         |
|                                                                                           |                                                                                           |                                                                                           |                                                                                           | 比利时合众国 （1790年）                                                 | 比利时合众国 （1790年）                                                 | 比利时合众国 （1790年）                                                 | 列日 共和国 （1789年– 1791年）                                          |                                                                         |
|                                                                                           |                                                                                           |                                                                                           |                                                                                           |                                                                         |                                                                         |                                                                         |                                                                         |                                                                         |
| 巴达维亚共和国 （法国傀儡国，1795年–1806年） 荷兰王国（法） （法国傀儡国，1806年–1810年） | 巴达维亚共和国 （法国傀儡国，1795年–1806年） 荷兰王国（法） （法国傀儡国，1806年–1810年） | 巴达维亚共和国 （法国傀儡国，1795年–1806年） 荷兰王国（法） （法国傀儡国，1806年–1810年） | 巴达维亚共和国 （法国傀儡国，1795年–1806年） 荷兰王国（法） （法国傀儡国，1806年–1810年） | 属法兰西第一共和国 （1795年–1804年） 属法兰西第一帝国 （1804年–1815年） | 属法兰西第一共和国 （1795年–1804年） 属法兰西第一帝国 （1804年–1815年） | 属法兰西第一共和国 （1795年–1804年） 属法兰西第一帝国 （1804年–1815年） | 属法兰西第一共和国 （1795年–1804年） 属法兰西第一帝国 （1804年–1815年） | 属法兰西第一共和国 （1795年–1804年） 属法兰西第一帝国 （1804年–1815年） |
|                                                                                           |                                                                                           |                                                                                           |                                                                                           |                                                                         |                                                                         |                                                                         |                                                                         |                                                                         |
| 联合尼德兰主权公国 (1813年–1815年)                                                        |                                                                                           |                                                                                           |                                                                                           |                                                                         |                                                                         |                                                                         |                                                                         |                                                                         |
| 荷蘭聯合王國 （1815年–1830年）                                                            | 荷蘭聯合王國 （1815年–1830年）                                                            | 荷蘭聯合王國 （1815年–1830年）                                                            | 荷蘭聯合王國 （1815年–1830年）                                                            | 荷蘭聯合王國 （1815年–1830年）                                          | 荷蘭聯合王國 （1815年–1830年）                                          | 荷蘭聯合王國 （1815年–1830年）                                          | 荷蘭聯合王國 （1815年–1830年）                                          | 卢森堡 大公国 (1815年–)                                                 |
| 荷兰王国 （1839年–今）                                                                    | 荷兰王国 （1839年–今）                                                                    | 荷兰王国 （1839年–今）                                                                    | 荷兰王国 （1839年–今）                                                                    | 比利时王国 （1830年–今）                                                | 比利时王国 （1830年–今）                                                | 比利时王国 （1830年–今）                                                | 比利时王国 （1830年–今）                                                | 卢森堡 大公国 (1815年–)                                                 |
|                                                                                           |                                                                                           |                                                                                           |                                                                                           |                                                                         |                                                                         |                                                                         |                                                                         | 卢森堡 大公国 （1890年–今） （完全独立）                                |

## 王朝
公元1384年，領有勃艮第領地的佛蘭德公國路易二世過世。法国国王约翰二世的第四子，即菲利普二世，被其父封為勃艮第公爵，开创法國華洛亞王朝的勃艮第分支。佛兰德公國的女性繼承人佛蘭德的瑪格莉特三世，早在公元1369年嫁給菲利普二世，因此他確立勃艮第的首府位於第戎，並且把佛蘭德地區併入勃艮第公國的領地，低地國家從此進入勃艮地統治的時代。

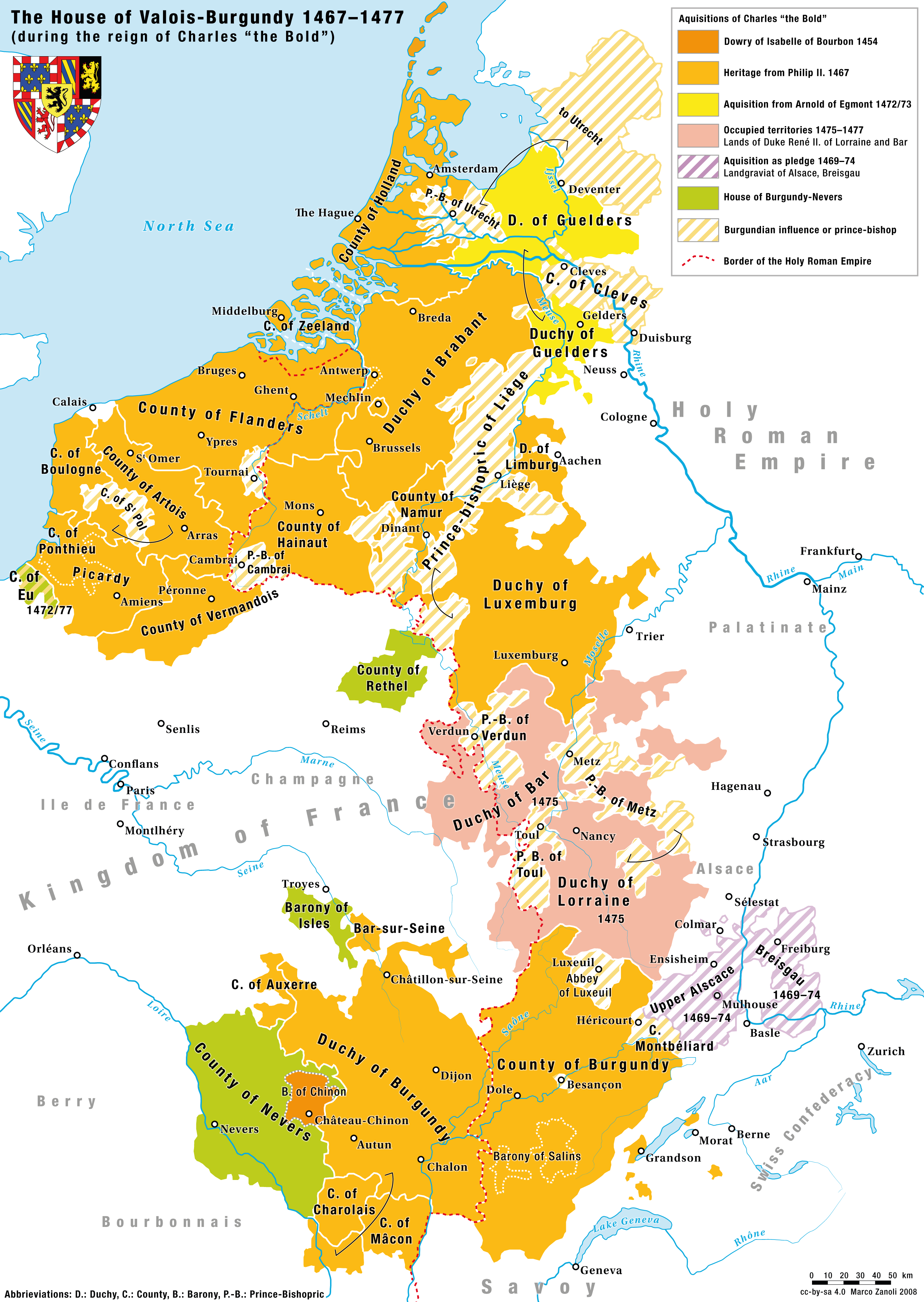
公元1477年勃艮第公國的版圖

在之後的數十年，勃艮第大舉取得神聖羅馬帝國在低地國的領土。在菲利普三世主政時期，他利用聯姻、戰爭等手段大大擴張了勃艮第公國的勢力，特別是整個吞併了低地國家。從1428年到1443年，他相繼吞併了屬於低地國家的埃諾、荷蘭、布拉班特、林堡、盧森堡等伯國；低地國家成為勃艮第的經濟支柱。公元1463年菲利普三世首次在尼德蘭召開了三級會議。從此勃艮第公國的政治中心已經實際從第戎轉移至尼德蘭。
公元1477年查理公爵在南錫戰役陣亡，然而在其臨終前並未留下男性繼承人。法王路易十一世利用勃艮第公国不承认女性继承权，把勃艮第的大部分領土收歸為法國的領地。而查理之女瑪麗在查理未亡時已經嫁給奧地利大公馬克西米連，使哈布斯堡家族獲得勃艮第殘餘的領地，包含尼德蘭地區的低地國家也隨之併入哈布斯堡家族的領土。
此舉不難想像會和法國產生衝突，公元1479年雙方在法國北方爆發衝突，奧地利獲勝，然而他們只取得佛蘭德地區為止，公元1482年雙方簽訂《阿拉斯条约》並且停戰。之後，瑪麗去世，玛丽之子菲利普一世在其父的安排開始接管勃艮第遺產，並在公元1492年他和卡斯蒂利亞的公主胡安娜結婚，之後他從既有的領地尼德蘭進軍伊比利半島，並擔任卡斯蒂利亞國王，最後終於統一西班牙。

## 統治
以下是統治過尼德蘭的勃艮第公爵：

### 勃艮第公爵（瓦盧瓦王朝）
- 菲利普二世 (勃艮第)：法王約翰二世之子，妻佛蘭德的瑪格莉特。
- 約翰 (勃艮第公爵)（1405-1419）
- 菲利普三世 (勃艮第)（1419-1467）
- 大膽查理（1467-1477）

### 勃艮第女公爵
- 勃艮第的瑪麗（1477-1482）：大膽查理之女，下嫁奧地利大公，亦即日後神聖羅馬皇帝馬克西米連。

### 勃艮第公爵（哈布斯堡王朝）
- 美男子腓力（1482-1506）：瑪麗之子。
- 查理五世 (神聖羅馬帝國) （1506-1555）：腓力之子，在晚年退位。

## 政治
尼德蘭地區有著各個自治城市和主教管理，在地方事務上有強勢的地方派系，以致於獨立的意識逐漸崛起，不同的稅制、度量衡使得地方權力的被限制，公爵在嘗試擴大在此地的控制力時，往往和獨立的市鎮以及支持獨立的貴族發生血腥衝突。因此勃艮第公國在尼德蘭的領地設有一個現代化的中央政府，這個政府設置三級會議（仿效法國的三級會議）。而菲利普三世在擴展自己對南尼德蘭的控制時，便使布魯塞爾等城市納為自己的控制下，並藉著議會的力量控制改變傳統獨立城市的地位，以及控制該地區的經濟狀況。
公元1464年1月9日，首次的議會在布魯日召開，與會者有布拉班特公国、佛兰德伯国、里尔、杜埃、奥尔希、阿圖瓦伯國、荷兰伯国、泽兰伯国、那慕尔伯国、梅赫伦领地等。

## 其他

### 公爵的贊助
從公元1441年菲利普三世掌握布魯塞爾後，布魯日成為商業的中心，然而在15世紀的80年代這座城是因為港口淤積而結束經濟霸權，菲利普轉而贊助文學以及繪畫領域，大幅提升該地的文藝層次。

### 民族的覺醒
公元1491年到公元1492年荷蘭爆發農民起義，這次革命由薩克遜公爵亞伯特三世率領的軍隊所鎮壓。

## 相關連結
- Metropolitan Museum: （页面存档备份，存于） "Burgundian Netherlands: Court Life
- Metropolitan Museum: （页面存档备份，存于） "Burgundian Netherlands: Private Life